# Vesicularia tahitensis
Vesicularia tahitensis är en bladmossart som beskrevs av Brotherus 1908. Vesicularia tahitensis ingår i släktet Vesicularia och familjen Hypnaceae. Inga underarter finns listade i Catalogue of Life.